# روح‌الله امامی
روح‌الله امامی (اسفند ۱۳۱۹  – آبان ۱۳۷۸) تدوین‌گر سینمای اهل ایران بود.

## زندگی
وی پس از پایان تحصیلات متوسطه در سال ۱۳۳۹ به مرکز سینمایی هنرهای زیبای کشور رفت و در واحد تدوین مشغول به کار شد. پدرش، استاد علی امامی، به عنوان یکی از اساتید هنر منبت، پیش از او در ادارهٔ هنرهای زیبای کشور مشغول به کار بود و ذوق هنری را در وی پرورش داده بود. از سال ۱۳۴۰ تا ۱۳۷۸ نام او در عنوان بندی ۱۳۰ فیلم بلند و کوتاه مستند و داستانی ثبت است. ورزش باستانی در باشگاه بانک ملی (۱۳۴۰) نخستین فیلم مهم او است، که از تولیدات «ادارهٔ کل امور سینمایی کشور» است، روح‌الله امامی سال ۱۳۷۸ چشم از جهان فروبست و پیش از مرگش تخصص و تجربهٔ او از طرف وزارت فرهنگ و ارشاد اسلامی معادل درجهٔ دکتری محسوب شد.

## فیلم‌ها

### کوتاه و مستند داستانی
- تهران امروز (احمد فاروقی قاجار، ۱۳۴۱
- طلوع جدی (احمد فاروقی قاجار، ۱۳۴۲)
- افق ۴۳ (احمد فاروقی قاجار، ۱۳۴۳)
- عقاب‌های آسمان (هوشنگ شفتی، ۱۳۴۴)
- ولی افتاد مشکل‌ها / ازدواج (هژیر داریوش، ۱۳۴۵)
- پسر بچه و کبوترش (فریدون فرخ زاد، ۱۳۴۷)
- جام باشگاه‌های آسیا (هوشنگ شفتی، ۱۳۴۸)
- گود مقدس (هژیر داریوش، ۱۳۴۳)
- جامع فهرج (محمد رضا اصلانی، ۱۳۴۷)
- رستاخیز (سهراب شهید ثالث، ۱۳۴۸)
- کاروان مقدس (۱۳۴۸)
- سردی آهن (خسرو سینایی، ۱۳۴۹)
- فروغ جاویدان (شاهرخ گلستان، ۱۳۵۰)
- در حوزة استحفاظی (آراپیک باغداساریان، ۱۳۵۰)
- نارنج و ترنج (اسفندیار احمدیه، ۱۳۵۰)
- گزارش (ابراهیم فروزش، ۱۳۵۱)
- از پیک تا تمدن (علی تدین، ۱۳۵۳)
- اصفهان/ جهانی از هنر (حسین ترابی، ۱۳۵۳)
- به امید دیدار (هوشنگ شفتی، ۱۳۵۳)
- حماسهٔ ظفار (۱۳۵۴)
- طرح آبیاری قطره‌ای (۱۳۵۴)
- تاری خانه (محمدرضا اصلانی، ۱۳۵۴)
- آتشی که نمیرد (شاهرخ گلستان، ۱۳۵۵)
- انفاق (داریوش مهرجویی، ۱۳۵۵)
- پیام بر (حسین ترابی، ۱۳۵۵)
- فانوس خیال (بهرام ری پور، ۱۳۵۵)
- بیکاری (۱۳۵۶)
- راه خدا (با همکاری پرویز امیرافشاری، ۱۳۵۸)
- پشت صحنه (۱۳۶۵)

### بلند سینمایی
- خانه کنار دریا (هوشنگ کاووسی ۱۳۴۸)
- یک اتفاق ساده (سهراب شهیدثالث ۱۳۵۲)
- رهایی (رسول صدر عاملی، ۱۳۵۲)
- طبیعت بی جان (سهراب شهیدثالث ۱۳۵۴)
- درغربت (سهراب شهیدثالث ۱۳۵۴)
- واسطه‌ها (حسن محمدزاده ۱۳۵۶
- در امتداد شب (۱۳۵۶ پرویز صیاد)
- صمد در به در می‌شود (پرویز صیاد)
- بن‌بست (۱۳۵۵)
- گفت هر سه نفرشان (۱۳۵۹)
- آقای هیروگلیف (غلام علی عرفان ۱۳۶۰)
- توبة نصوح (محسن مخملباف، ۱۳۶۱)
- هیولای درون
- میرزا کوچک خان
- مترسک
- کمال الملک (علی حاتمی، ۱۳۶۳)
- سردار جنگل
- دادشاه (حبیب کاوش، ۱۳۶۲)
- پیراک
- مدار بسته
- خط پایان
- طلسم (داریوش فرهنگ، ۱۳۶۵)
- شیر سنگی
- روزهای انتظار
- رابطه
- گل مریم
- کانی مانگا (سیف‌الله داد، ۱۳۶۶)
- قاصد
- شکوه زندگی
- خانه‌ای مثل شهر
- خارج از محدوده
- جهیزیه برای رباب (سیامک شایقی، ۱۳۶۶)
- پرنده کوچک خوشبختی
- در مسیر تند باد (مسعود جعفری جوزانی، ۱۳۶۷)
- عبور از غبار
- زمان از دست رفته
- دستمزد
- الماس بنفش
- آخرین پرواز
- ملک خاتون
- در آرزوی ازدواج
- افسانة آه (تهمینه میلانی، ۱۳۶۹)
- آتش پنهان
- دو همسفر
- دلشدگان (علی حاتمی، ۱۳۷۰)
- اوینار
- مریم و می‌تیل
- لبه تیغ
- طعمه
- شکوه بازگشت
- حماسه مجنون
- پرواز را به خاطر بسپار
- پرتگاه
- روز واقعه (شهرام اسدی، ۱۳۷۳)
- پاییز بلند
- کلاه قرمزی و پسر خاله
- سفر بخیر
- سربلند
- رؤیای نیمه شب تابستان
- خط آتش
- آرزوی بزرگ
- آرایش مرگ
- یحیی
- فاتح
- دیپلمات
- دشمن
- پاتک
- اعاده امنیت
- آخرین مرحله
- مینا و غنچه
- مردی شبیه باران
- شب روباه
- سلطان (مسعود کیمیایی، ۱۳۷۵)
- روی خط مرگ
- حرفه‌ای
- یورش
- غریبانه (احمد امینی، ۱۳۷۶)
- خلبان
- آخرین نبرد
- مردی از جنس بلور
- قرمز (فریدون جیرانی، ۱۳۷۶
- عشق بدون مرز
- بلوغ
- آی پارا
- دست‌های آلوده
- دختران انتظار